# Шенгурівська сільська рада
Шенгурівська сільська рада — колишній орган місцевого самоврядування у Кобеляцькому районі Полтавської області з центром у c. Шенгури.

## Населені пункти
Сільраді були підпорядковані населені пункти:
- c. Шенгури
- с. Вібли
- с. Коваленківка